# スターマン・この星の恋
『スターマン・この星の恋』（スターマン・このほしのこい）は、2013年7月9日から9月10日まで毎週火曜日22時 - 22時54分に、関西テレビ制作によりフジテレビ系で放送された日本のテレビドラマである。初回は22時15分 - 23時19分の15分繰り下げと10分拡大放送、第7話と最終話は22時15分 - 23時9分の15分繰り下げ放送。
主演は広末涼子で、連続ドラマの主演は『木曜の怪談「魔法のキモチ」』（1996年）以来17年ぶりとなる。監督は堤幸彦、脚本は岡田惠和。撮影は、2013年4月から7月にかけて行われた。

## あらすじ
夫に逃げられ、祖母に手伝ってもらいながら片親で子供を育てている佐和子は、道端でおぼつかない足取りで歩いていた記憶喪失の年下青年を車で轢きそうになり、青年の危険行為に激怒していたが、顔を見た瞬間に怒りは消え去り、その青年を好きになってしまう。佐和子は本名が分からない青年に星男と名付け、3人の子供の父親として同居させる。その嘘は元彼女の出現でばれるが、星男は自分の意志で、星男として宇野家にとどまることを決意する。
達也の記憶が戻り、一時的に星男の存在は消えてしまう。達也は粗暴で星男と正反対の性格だったが、達也の心の奥にある優しさに触れ、やはり星男だと確信した佐和子は達也の人格ごと受け入れる。達也も宇野家の暖かさに心を開き、一緒に暮らしていくことを決意する。しかしそれも、達也の心の中に棲む「何か」が覚醒することで破たんする。達也の存在が完全に消え去り、次に現れたのは記憶喪失ではない星男だった。
星男はすべてのからくりを宇野家に説明するが、難しくて理解できない。とにかくわかっているのは、佐和子と星男は運命で結ばれているということだけだった。

## キャスト

### 宇野家
宇野佐和子（うの さわこ）〈32〉
演 - 広末涼子
3人兄弟の母親。スーパーマーケットやまと店員。事故で両親が他界してからは祖母・美代と暮らしてきた。山梨県河口湖へ旅行に訪れた男性と結婚し、彼との子供を3人授かるが程なくして男性は家族で暮らしていた町から姿を消す。
千鳥足のように車道をふらふらと歩いていた青年を車で轢きそうになり、その男を見た瞬間に惚れてしまうくらいタイプで記憶障害を口実に3人兄弟の父親に仕立て上げる。
星男（ほしお）〈25〉
演 - 福士蒼汰
本名は達也。名字・本籍地・出身地・生年月日・十二支・血液型・生い立ち・家族構成・学歴・職歴・経歴ともに不明で乱暴な性格だった。自殺するために湖畔からボートを漕ぎ、意識が遠のいたさいに流れ星の強い光を浴び、そこから自分が何者かであるかが分からなくなる。よく星空を見上げていることから佐和子が「星男」と名付け、なぜか不思議な力を持っており、宇宙人ではないかと佐和子から疑われている。
宇野大（うの だい）〈10〉
演 - 大西流星（関西ジャニーズJr.）
長男。星男が今日から父親になると母から急に聞かされたが、まだ何者かも分からない大人を簡単には信用できずにいる。
宇野秀（うの ひで）〈8〉
演 - 黒田博之
次男。内心では星男と仲良くしたいと思っているが、兄に心を開かないよう圧力をかけられて気のない素振りを見せる。
宇野俊（うの しゅん）〈5〉
演 - 五十嵐陽向
三男。兄たちとは違って何も考えず純粋に星男に懐く。
柏原美代（かしわばら みよ）
演 - 吉行和子
佐和子の祖母。
宇野光一（うの こういち）
演 - 安田顕
佐和子の夫。家族と暮らしていた町から突然いなくなった男。突然帰って来たと思ったら、佐和子に離婚届を渡し、去っていった。現在は気性が激しい外国人女性・ベティ（演：ハルカ・オース）と交際している。

### スナックスター
須多節（すだ せつ）〈32〉
演 - 小池栄子
ママ。 佐和子の親友。記憶がない星男に佐和子の恋人だと思わせるため、辻褄を合せるのに協力する。
佐竹幸平（さたけ こうへい）
演 - KENCHI（EXILE）
平岡林太郎（ひらおか りんたろう）
演 - 本田大輔
富山（とみやま）
演 - 村松利史

### スーパーマーケットやまと
前川浩介（まえかわ こうすけ）〈40〉
演 - 石井正則
佐和子の直属の上司。
安藤くん（あんどうくん）〈21〉
演 - 山田裕貴
無駄に熱い青年。祥子の彼氏。下の名前は不明。
臼井祥子（うすい しょうこ）〈21〉
演 - 有村架純（幼少期：栗本有規）
安藤くんと一応付き合ってはいるものの、反応が薄い。退屈な毎日で何かわくわくする楽しい出来事が起きないかと思っている。
重田信三（しげた しんぞう）
演 - 國村隼
スーパーで働いて40年になる大ベテラン。揚げ物が得意。恐妻家。星男の事をなぜか気にしている。40年前に宇宙から来たことが示唆されている。

### 重田家
古女房
演 - 角替和枝
信三の妻。下の名前は不明。道端に落ちていたかわいそうな信三を拾って、仕方なく結婚したと話す。
重田たけし(しげた たけし)
演 - 佐藤涼平
重田むつみ(しげた むつみ)
演 - 大塚桃子
上記2名は信三の孫。
謎の男
演 - 三島ゆたか

### その他
溝上先生（みぞかみせんせい）
演 - モト冬樹
宇野家かかりつけの町医者。
羽生ミチル(はにゅう ミチル)
演 - 木南晴夏
達也の元彼女。性格は自己中心的。

## スタッフ
- 脚本 - 岡田惠和
- 音楽 - 大橋トリオ[6][7]
- 演出 - 堤幸彦、鈴木浩介、白石達也、スターマンディレクターズ（堤幸彦、鈴木浩介、白石達也）
- 主題歌 - YUKI「STARMANN」（エピックレコードジャパン）[8]
- 脚本スタッフ - 中村千明
- 演出協力 - 鈴木浩介
- 助監督 - 日高貴士、稲留武、森裕史、春本雄二郎、牛尾文哉
- 週替わりタイトルバック - 熊本直樹、木村康次郎
- CG - 照井一宏、高橋良明、市東賢一、鈴木大樹、宇津川達郎
- 現場編集 - 小野愛
- カラオケ音源協力 - 第一興商
- 振付 - 生島翔
- 料理監修 - 服部栄養専門学校
- フードコーディネーター - はらゆうこ
- 医療監修 - 守屋俊介
- アクションコーディネーター - 諸鍛冶裕太
- 操演 - 羽鳥博幸
- カースタント - 雨宮正信
- 資料提供 - 日経ナショナルジオグラフィック
- 撮影協力 - 皆様の食品スーパーやまと、富士急行、富士河口湖町、富士吉田市、市川三郷町、やまなしフィルム・コミッション
- スタジオ協力 - 角川大映スタジオ
- プロデュース - 河西秀幸、平部隆明
- コンテンツプロデューサー - 東田元
- 協力プロデュース - 神康幸
- プロデュース補 - 山下有為、松永弘二、石田麻衣、白石裕菜
- 協力 - オフィスクレッシェンド
- 制作 - 関西テレビ、ホリプロ

## 放送日程
| 放送回                                                    | 放送日  | サブタイトル                | 演出                     | 視聴率 |
| --------------------------------------------------------- | ------- | --------------------------- | ------------------------ | ------ |
| 第1話                                                     | 7月09日 | 運命の男…許せ母も女だ       | 堤幸彦                   | 10.5%  |
| 第2話                                                     | 7月16日 | 急展開！ 星男パパ元カノ襲来 | 堤幸彦                   | 9.6%   |
| 第3話                                                     | 7月23日 | 全部ウソでした…失踪夫戻る   | 堤幸彦                   | 8.5%   |
| 第4話                                                     | 7月30日 | 失踪夫・星男…遂に記憶戻る   | 堤幸彦                   | 8.2%   |
| 第5話                                                     | 8月06日 | 星男の本性は凶暴 新たな謎が | 鈴木浩介                 | 7.3%   |
| 第6話                                                     | 8月13日 | 遂に正体が！ 奇跡のはじまり | 白石達也                 | 8.1%   |
| 第7話                                                     | 8月20日 | 恋人は星の王子様 新章始まる | 堤幸彦                   | 9.6%   |
| 第8話                                                     | 8月27日 | 危険な能力の秘密別れの予感  | 堤幸彦                   | 8.1%   |
| 第9話                                                     | 9月03日 | 宇野家に大事件！ お迎え襲来 | 白石達也                 | 7.8%   |
| 最終話                                                    | 9月10日 | 最終話！ 未知の結末へ       | スターマンディレクターズ | 6.9%   |
| 平均視聴率 8.5%（視聴率は関東地区・ビデオリサーチ社調べ） |         |                             |                          |        |

- 度々CS「ファミリー劇場」にて放送されている。(2019年9月2日〜18日等一挙放送予定)[11]